# Nikolai Stefanowitsch Beschanizki

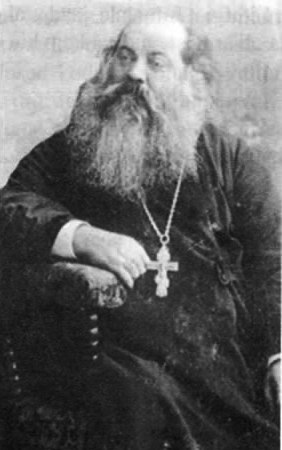
Nikolai Beschanizki

Nikolai Stefanowitsch Beschanizki (russisch Николай Стефанович Бежаницкий, wiss. Transliteration Nikolaj Stefanovič Bežanickij; * 14. Dezember 1859 in Priipalu im Kreis Tartu, Gouvernement Livland, heute Estland; † 14. Januar 1919 in Tartu) war ein russisch-orthodoxer Priester und Märtyrer.
Die Datumsangaben in diesem Artikel richten sich, wenn nicht anders angegeben, für den Zeitraum bis 1918 nach dem julianischen Kalender.

## Leben
Nikolai Beschanizki war der Sohn eines Priesters und besuchte ab 1871 die Rigaer kirchliche Schule. Er und seine vier Brüder wurden ebenfalls Priester. 1881 schloss er dementsprechend das Rigaer Priesterseminar ab. Am 16. Januar 1883 heiratete er Marija Iwanowna Kasarinowa, eine Tochter des Priesters Johannes Kasarinow. Sie gebar ihm zwei Töchter.
Er diente im Pernowski Ujesd, dann in Võru, später in Viljandi. Aufgrund einer Verletzung, die er in seiner Jugend erlitten hatte, konnte er nicht niederknien. Mitgerissen von der Liturgie fiel er bisweilen dennoch während des Gottesdienstes auf die Knie, mit der Folge, dass er nicht mehr aufstehen konnte. Deshalb musste sich der Gemeindevorsteher stets in seiner Nähe aufhalten, um ihm wieder aufhelfen zu können.
Während der Revolution von 1905 rettete er acht Personen, die zu Unrecht zum Tod durch Erschießen verurteilt worden waren, das Leben. Er ging ein großes persönliches Risiko ein und spendete anderen Trost. Er stand in dem Ruf, über der Politik zu stehen, aber ohne sich herauszuhalten. Vielmehr rief er öffentlich zur Milde gegenüber allen auf, die unschuldig vom Strom der Revolution mitgerissen wurden. Er genoss großes Ansehen, zumal er bereit war, jeden zu retten, sei er evangelisch oder orthodox, Este oder Russe. Beschanizki wurde in die erste Staatsduma Russlands gewählt. 
Ab 1908 diente Beschanizki als Oberhaupt der St.-Georgs-Gemeinde in Tartu. Als Priester hatte er den Ruf der Mildtätigkeit, er galt als Trost der Armen und Bedürftigen und war bekannt für seine katechetische und erzieherische Arbeit. Er arbeitete häufig mit den Studenten Tartus, die ihn sehr schätzten, und hielt Trauungen für arme Personen, ohne dafür Gebühren zu verlangen.
Im Estnischen Freiheitskrieg übernahmen die Bolschewiken am 21. Dezember 1918 die Kontrolle über Tartu. Obwohl Beschanizki noch keine 60 Jahre alt war, war er bereits vom Alter gebeugt und grauhaarig. Seine Mutter, seine Tochter und sein Enkel hielten sich in Tiflis auf, um das Ende der Wirren abzuwarten.
Am 4. Januar 1919 erhielt Beschanizki aufgrund seines Alters die Erlaubnis, bis zum 20. Januar in Tartu zu verweilen.
Am nächsten Tag jedoch verhafteten die Bolschewiken Beschanizki während eines Gottesdienstes in der St.-Georgs-Kirche. Er wurde zur Kreditbank gebracht, die als provisorisches Gefängnis diente. Dort wurden bereits 230 Personen gefangen gehalten, darunter Bischof Platon Kulbusch, dessen Sekretär Protodiakon Konstantin Dorin und die Priester Michael Bleive und Alexander Brjanzew. Der Raum war überfüllt, die Haftbedingungen hart. Beschanizki soll sich ruhig und würdevoll verhalten haben, er tröstete und half jedem, der es nötig hatte. Die anderen Gefangenen nannten ihn ihren „Patriarchen“. Unter ihnen befanden sich auch 60 bis 80 Frauen.
Am 14. Januar näherten sich die estnischen und finnischen Truppen Tartu, woraufhin die Bolschewiki um 10 Uhr 30 morgens begannen, Gefangene zu erschießen oder durch Axtschläge auf den Schädel zu töten. Die Hinrichtungen fanden im sogenannten Mordkeller statt. Die Vorgehensweise wurde bei einer späteren Untersuchung rekonstruiert:
Die Gefangenen mussten sich in einer Reihe aufstellen. Ein Kommissar kam in die Zelle und die Namen der Opfer wurden aufgerufen. Der Kommissar führte die Todeskandidaten hinaus. Der Erste dabei war der Bischof, danach folgte der Bäcker Lutsk. Nikolai Beschanizki, sein Amtsbruder Michael Bleive und der evangelische Geistliche Traugott Hahn mussten die Zelle gemeinsam verlassen. Platon wurde als Erster erschossen. Ein Überlebender berichtete später über die weiteren Vorgänge: 
In der großen Mittelhalle musste Beschanizki seine Oberbekleidung ausziehen und auf einem Tisch ablegen. Dort befanden sich bereits die persönlichen Gegenstände des Bischofs und Michael Bleives. Unter Bewachung wurde Beschanizki dann zum Kellereingang der Bank geführt, wo er dann barfuß und ohne Oberbekleidung im Schnee stand. Von hier aus waren die Erschießungen zu hören. Einige Minuten später erging der Befehl an Beschanizki, hinabzusteigen. Er musste durch den Keller zu einem niedrigen Bogen in der linken Ecke gehen, der sich als Durchgang in den Hinrichtungsraum erwies. Er musste über entstellte Leichen hinweg in die Mitte des Raumes gehen und wurde Sekunden später durch einen Axtschlag in die Mitte seines Gesichts getroffen, wie die spätere Untersuchung ergab. 
Hier starben auch Michael Bleive, Traugott Hahn, der evangelische Pastor Moritz Wilhelm Paul Schwartz sowie 14 weitere angesehene Bürger Tartus. Unter den Opfern waren auch einfache Handwerker wie der Fleischer Eugen Massal und der Töpfermeister Ado Luik. (Eine Namensliste aller Opfer findet sich im Kapitel „Nachleben“.) Zu weiteren Tötungen mit religionsfeindlichem Hintergrund kam es in der Peplerstraße 32. Insgesamt wurden in den 24 Tagen der Besetzung Tartus durch die Bolschewiki 300 Personen in Stadt und Umgebung von ihnen getötet.

## Nachleben

### Auffindesituation
Aufgrund des schnellen Vordringens der estnischen und finnischen Truppen mussten die Bolschewiki sich zurückziehen, bevor eine zweite Gruppe Gefangener geholt und erschossen werden konnte. Dies ermöglichte es dem Arzt Dr. Wolfgang von Reyher, die Hinrichtungsstätte mit den Opfern bereits vormittags zu inspizieren. Aufgrund seines Berichts und fotografischer Aufnahmen, die teilweise in dem unten angegebenen Buch von Köhrer abgedruckt sind, sind einige Details über die Erschießungen bekannt:
Zum Ort der Hinrichtungen gelangte man durch einen dunklen, gewölbten Kellerraum, der etwa zehn Schritte lang war. Die eigentliche Hinrichtungsstätte betrat man durch einen niedrigen Bogen auf der linken Seite, unter dem man sich bücken musste. Der daran anschließende, ebenfalls dunkle und feuchte Raum war etwa acht Schritte lang und fünf Schritte breit. Den Anblick, der sich ihm dort bot, verglich Dr. von Reyher mit Dante Alighieris Inferno. Die nur mit Unterwäsche bekleideten Körper nahmen den gesamten Raum ein und lagen übereinander, im mittleren Bereich in drei Schichten, so dass ein Betreten des Raumes unmöglich war, ohne dabei auf menschliche Körper zu treten. Deren Positionen erschienen unnatürlich. Die Schüsse waren offenbar aus nächster Nähe ausgeführt worden, dementsprechend stark waren die Verletzungen. Die Schussverletzungen betrafen in den meisten Fällen den Kopf, in einigen Fällen bis zu dessen völliger Zerstörung; in einem Fall war der Kopf fast vollständig vom Körper abgetrennt. Einige der Opfer waren durch Axtschläge auf den Schädel getötet worden. Wände und Boden des Raumes waren stark mit Blut, Hirnsubstanz und Schädelsplittern verschmutzt, ebenso das Bett, das sich in dem Raum befand. Auf einige Opfer war mehrfach geschossen worden. Dr. von Reyher zählte zunächst 23 Körper; ein Irrtum konnte sich aber schnell ergeben, da es schwierig war, in dem Haufen einzelne Körper zu identifizieren. Keiner in diesem Raum hatte überlebt. Die Exekutionen dürften diesen Beobachtungen zufolge so abgelaufen sein, dass die Opfer nach dem Ablegen ihrer Oberbekleidung in den Hinrichtungsraum auf die Körper der bereits Getöteten gestoßen und vom Durchgang aus sofort erschossen oder mit einem Axtschlag getötet wurden. Diese Annahme wird dadurch gestützt, dass sich keine Hinrichtungsspuren im Vorraum befanden. Die Körper wurden in das Anatomikum überführt und dort fotografiert. 
Identifiziert werden konnten:
- Platon Kulbusch
- Michael Bleive
- Nikolai Stefanowitsch Beschanizki
- Traugott Hahn
- Hermann von Samson-Himmelstjerna aus Kawershof
- Heinrich von Krause, der Besitzer von Rewold
- Bankier Arnold von Tideboehl
- Herbert von Schrenck
- Baron Konstantin von Knorring
- Moritz Wilhelm Paul Schwartz
- Stadtrat Gustav Tensmann[3]
- Stadtrat Gustav Seeland
- Kaufmann Susman Kaplan
- Ado Luik
- Kaufmann Harry Vogel
- Kaufmann Eugen Massal
- Friedrich Kärner, Mitarbeiter von Postimees

Die Gesichter von Beschanizki und Bleive waren durch die tödlichen Axt-Schläge fast bis zur Unkenntlichkeit entstellt worden.

### Trauerfeier
Die Trauerfeier für Beschanizki, Bleive und Platon fand am 18. Januar in der Entschlafungskathedrale in Tartu statt, unter Beteiligung der Priester A. Beschanizki, J. Paavel, A. Brjanzew, K. Savi, K. Kokla und G. Kiiman. Nikolai Beschanizki und Bleive wurden in der Kirche beigesetzt. 

### Zehnter Jahrestag
Der Tag der Eroberung Tartus durch die estnischen und finnischen Truppen, der gleichzeitig der Todestag Beschanizkis, Platons und ihrer Gefährten war, wurde von der demokratischen estnischen Regierung zum jährlichen allgemeinen Gedenktag erklärt. Noch über viele Jahre hinweg wurde jeweils am 14. Januar in der Entschlafungskathedrale eine triumphale Pannikhida (Gedenkmesse) für die dort bestatteten Priester in Anwesenheit aller orthodoxen und evangelischen Geistlichen der Stadt abgehalten. Als Beispiel für die Feierlichkeiten mag der 10. Jahrestag am 14. Januar 1929 dienen, an dem die Gedenkstätte im Keller der Kreditbank eingeweiht wurde:

#### Beginn des Tages und Festzug
Um 8 Uhr morgens läuteten alle Kirchenglocken Tartus. An den Häusern waren zahlreiche Fahnen angebracht. Die Straßen waren mit Menschen gefüllt. In den Kirchen fanden Dankgottesdienste statt. In den Schulen hielten die Direktoren Ansprachen und Vorträge. 
Ein Festzug der Geistlichen aller Konfessionen bewegte sich auf den Keller der Kreditbank zu und erreichte um 12 Uhr den Fleischmarkt vor dem Gebäude. Ein Teil des Festzuges, geführt von Bischof Kukk und Metropolit Alexander, stieg in den Keller hinab, der Rest, begleitet von tausend Personen, blieb vor dem Eingang, wo sich ein Katheder befand. Der Keller war gepflegt und gut ausgeleuchtet. Im zweiten Kellerraum befand sich an der Wand ein schwarzes Kreuz. 

#### Gedenktafel mit den Namen der Opfer
Rechts und links vom Kreuz waren zwei Tafeln mit den Namen der Opfer angebracht. So stand auf der rechten Tafel:
Bischof Platon,
Hermann von Samson-Himmelstjerna,
Herbert von Schrenck,
Pastor Wilhelm Schwartz,
Gustav Seeland,
Gustav Tensmann,
Arnold v. Tideboehl,
ein Unbekannter,
Harry Vogel.
Gestorben als Blutzeugen 1./14. 1919.
Und auf der anderen Tafel:
Oberpriester Nikolai Beshanitzky,
Oberpriester Michail Bleive,
Karl Bentsen,
Pastor Prof. D. Traugott Hahn,
Susman Kaplan,
Konstantin von Knorring,
Heinrich von Krause,
Friedrich Kärner,
Ado Luik,
Eugen Massal.
In dem Raum, in dem diese Personen gestorben waren, war ein Kreuz im Fußboden eingelassen. Die vielen Kugelspuren in den Wänden waren noch immer deutlich zu sehen. Die Tafeln existieren heute nicht mehr.

#### Interreligiöser, mehrsprachiger Gottesdienst
Der Metropolit feierte eine Seelenmesse im Keller, der Priester Kokla vor dem Gebäude. Die Anwesenden nahmen ihre Kopfbedeckungen ab und verharrten in Schweigen. Dann begann der Gottesdienst, für den dreisprachige Liederzettel ausgeteilt worden waren, mit einem Lied. Danach sprach Bischof Kukk, anschließend Metropolit Alexander. Oberpriester Ostroumow schilderte auf Russisch die Geschehnisse, die sich hier zehn Jahre zuvor ereignet hatten. Es folgten Gedenkworte für die Verstorbenen: von Propst K. von Zur-Mühlen auf Deutsch, von Rabbi Mostovsky auf Jiddisch und Hebräisch und von Prof. O. Seesemann auf Lettisch. Der Gottesdienst endete mit einem Dankwort des Gedenkkomitees, vertreten durch Pastor Treumann, und der Nationalhymne. Zur Einweihung der Gedenkstätte war auch ein Telegramm des Staatsältesten August Rei eingegangen.

#### Parade
Nach dem Gottesdienst gingen die Anwesenden zur Parade auf dem Rathausplatz. Dazu waren alle Truppenteile der Tartuer Garnison angetreten, ebenso das Schutzkorps und weitere Organisationen wie Studentenverbindungen. Letztere standen in einem Halbkreis vor dem Rathaus, auf der linken Seite des Platzes das Militär, auf der rechten Seite das Schutzkorps und die übrigen Organisationen.

### Heiligsprechung
Nikolai Beschanizki wurde von der Orthodoxen Kirche heiliggesprochen. Seine Reliquien wurden am 30. Mai 2005 erhoben. Sein Gedenktag ist der 1. Januar im Julianischen Kalender beziehungsweise der 14. Januar im Orthodoxen Kalender, der gegenwärtig mit dem Gregorianischen Kalender parallel läuft.